# Schismatomma quercicola
Schismatomma quercicola är en lavart som beskrevs av Coppins & P. James. Schismatomma quercicola ingår i släktet Schismatomma och familjen Roccellaceae.   Inga underarter finns listade i Catalogue of Life.